# Municipio de Tiffin (condado de Defiance)
El municipio de Tiffin (en inglés: Tiffin Township) es un municipio ubicado en el condado de Defiance en el estado estadounidense de Ohio. En el año 2010 tenía una población de 1612 habitantes y una densidad poblacional de 17,09 personas por km².

## Geografía
El municipio de Tiffin se encuentra ubicado en las coordenadas 41°23′4″N 84°24′43″O / 41.38444, -84.41194. Según la Oficina del Censo de los Estados Unidos, el municipio tiene una superficie total de 94.32 km², de la cual 94,16 km² corresponden a tierra firme y (0,17 %) 0,16 km² es agua.

## Demografía
Según el censo de 2010, había 1612 personas residiendo en el municipio de Tiffin. La densidad de población era de 17,09 hab./km². De los 1612 habitantes, el municipio de Tiffin estaba compuesto por el 97,33 % blancos, el 0,37 % eran afroamericanos, el 0,37 % eran amerindios, el 0,06 % eran asiáticos, el 0,74 % eran de otras razas y el 1,12 % eran de una mezcla de razas. Del total de la población el 3,91 % eran hispanos o latinos de cualquier raza.